# Línea de demarcación
Una línea de demarcación es una frontera geopolítica, a menudo acordada como parte de un armisticio o alto el fuego.

## África
- Muro marroquí, que delimita la parte del Sáhara Occidental controlada por Marruecos de la parte controlada por la República Árabe Saharaui Democrática, que es un Estado con reconocimiento limitado.

## América
- La línea de demarcación fue una línea específica trazada a lo largo de un meridiano en el Océano Atlántico como parte del Tratado de Tordesillas en 1494 para dividir las nuevas tierras reclamadas por Portugal de las de España. Esta línea se trazó en 1493 después de que Cristóbal Colón regresara de su viaje inaugural a las Américas.

- La línea Mason-Dixon es una línea de demarcación entre cuatro estados de EE. UU. y forma las fronteras de Pensilvania, Maryland, Delaware y Virginia Occidental (entonces parte de Virginia). Fue inspeccionado entre 1763 y 1767 por Charles Mason y Jeremiah Dixon en la resolución de una disputa fronteriza entre colonias británicas en la América colonial.

## Asia

### Oriente Próximo
- La Línea Azul es una demarcación fronteriza entre el Líbano e Israel publicada por las Naciones Unidas el 7 de junio de 2001 con el fin de determinar si Israel se había retirado completamente del Líbano.

- El término Línea Verde se usa para referirse a las líneas del Armisticio de 1949 establecidas entre Israel y sus vecinos (Egipto, Jordania, Líbano y Siria) después de la guerra árabe-israelí de 1948.

- La Línea Púrpura fue la línea de alto el fuego entre Israel y Siria después de la guerra de los Seis Días de 1967.

- La Línea Verde (Líbano) se refiere a una línea de demarcación en Beirut, Líbano, durante la guerra civil libanesa de 1975 a 1990. Separó las facciones predominantemente musulmanas en el oeste de Beirut de las facciones predominantemente cristianas en el este de Beirut controladas por el Frente Libanés.

### Asia meridional y oriental
- La Línea McMahon es una línea que divide China e India, dibujada en un mapa adjunto a la Convención de Simla, un tratado negociado entre el Imperio Británico, China y el Tíbet en 1914.

- La Línea de Demarcación Militar, a veces denominada Línea del Armisticio, es la frontera entre Corea del Norte y Corea del Sur. La Línea de Demarcación Militar fue establecida por el Acuerdo de Armisticio de Corea como la línea entre las dos Coreas al final de la guerra de Corea en 1953.

- La línea de límite norte es una línea de demarcación marítima disputada en el Mar Amarillo entre Corea del Norte y Corea del Sur.

- La línea de control real establecida por India y la República Popular China entre Aksai Chin y Ladakh después de la guerra sino-india de 1962.

- La Línea de control establecida por India y Pakistán sobre la disputada región de Cachemira.

- La línea de los nueve puntos aparece en los mapas utilizados por la República Popular de China y la República de China (Taiwán) que acompañan sus reclamos del Mar de China Meridional, que son cuestionados por Malasia, Filipinas y Vietnam.

## Europa
- La línea Curzon fue una línea de demarcación propuesta en 1920 por el secretario de Relaciones Exteriores británico, Lord Curzon, como una posible línea de armisticio entre Polonia al oeste y las repúblicas soviéticas al este durante la guerra polaco-soviética de 1919-1921. Las fronteras modernas entre Polonia y Bielorrusia y entre Polonia y Ucrania siguen en su mayoría la línea Curzon.

- La Línea Foch fue una línea de demarcación temporal entre Polonia y Lituania propuesta por la Triple Entente después de la Primera Guerra Mundial.

- La línea de demarcación (Francia) impuesta por la Alemania nazi de 1940 a 1942, con la zona ocupada por los alemanes en el norte y una zona libre en el sur.

- La línea fronteriza entre entidades de Bosnia es una frontera etnoadministrativa establecida por el Acuerdos de Dayton que siguió al final de la guerra de Bosnia.

- Datos: Q903658
- Multimedia: Demarcation lines / Q903658